# Ewigheim
Ewigheim ist eine 1999 gegründete Band aus Thüringen, bestehend aus dem Eisregen-Schlagzeuger Ronny „Yantit“ Fimmel und The-Vision-Bleak-Sänger Allen B. Konstanz.

## Geschichte

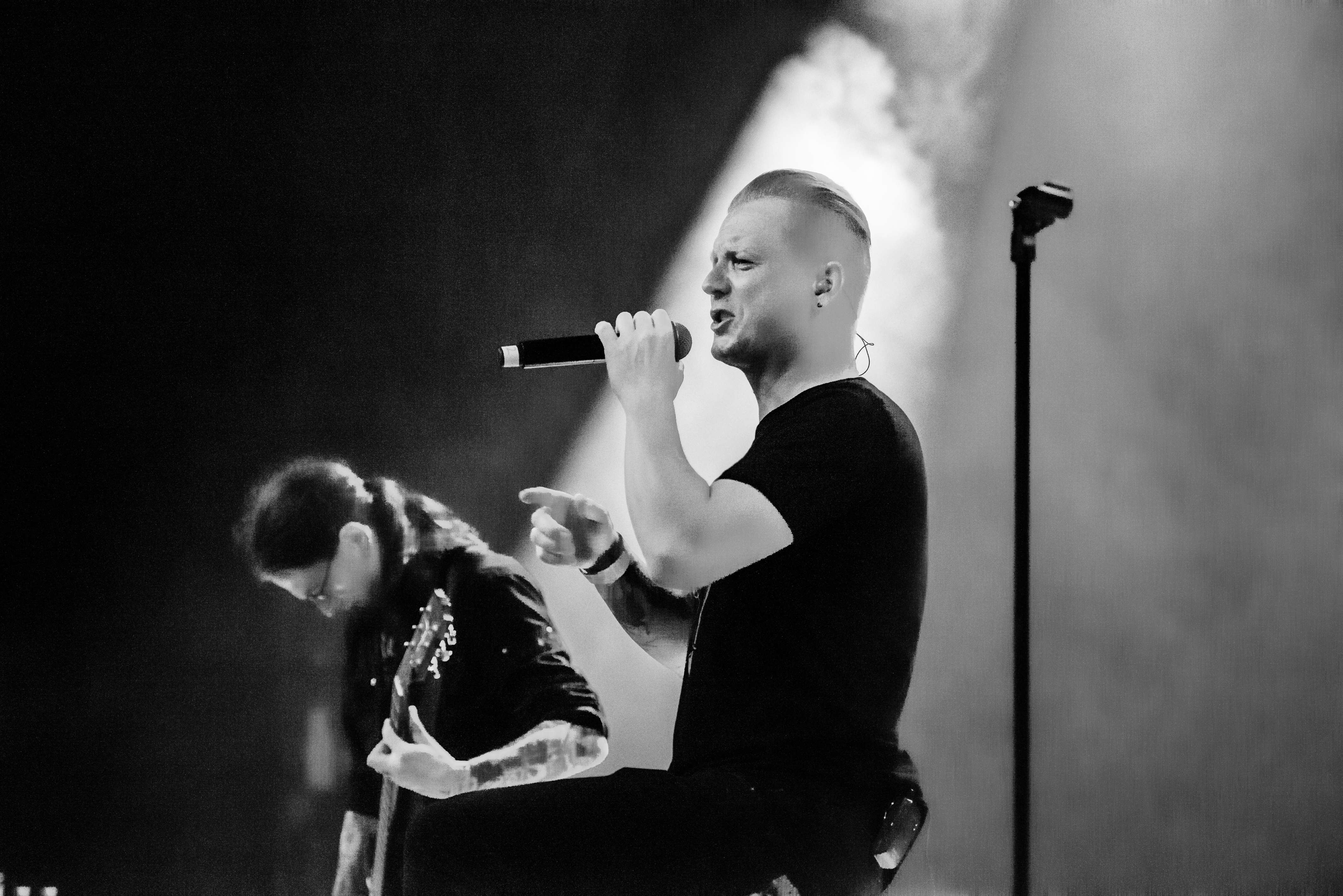
Sänger Allen B. Konstanz mit Ewigheim beim Amphi Festival 2016

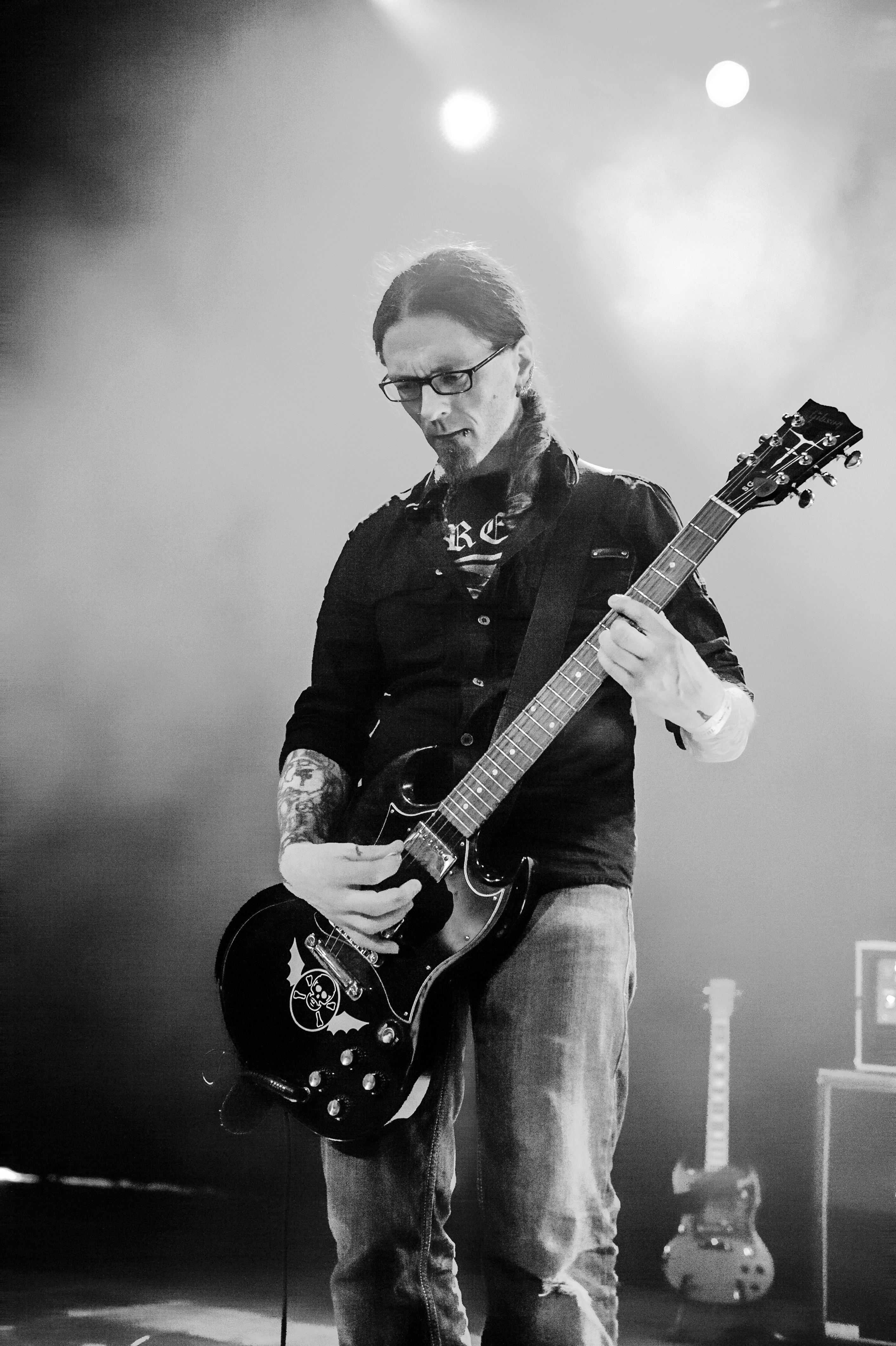
Ewigheim-Gitarrist Yantit beim Amphi Festival 2016

Das Debütalbum Mord nicht ohne Grund erschien am 18. Februar 2002 über Prophecy Productions. Als Sessionmusiker traten auf dem Album die Eisregen-Mitglieder Theresa Trenks und Michael Roth auf. Am 1. Oktober 2002 veröffentlichte die Band die EP Auf die harte Kultour als limitierte 7-Zoll-Vinyl-Platte.
Das zweite Studioalbum, Heimwege, folgte am 27. September 2004 über Prophecy Productions. Nach dem Album wurde es lange ruhig um die Band. Erst über sieben Jahre später erschien am 27. April 2012 mit der Single-Auskoppelung Dürrer Mann eine neue Veröffentlichung. Das dritte Studioalbum, Bereue nichts, folgte am 25. Mai 2012 über Massacre Records. Am 18. Januar 2019 erschien das siebte, aktuelle Album Irrlichter über Golden Church.

## Stil
Das musikalische Spektrum Ewigheims ist weit gefächert und entspricht vornehmlich unterschiedlichen Varianten des Metals. Dabei greifen Ewigheim ebenso auf Elemente des Alternative Metal, des Dark Metal und der Neuen Deutschen Härte zurück wie auf Anleihen des Gothic Metal und des Alternative Rock bis hin zu Piano-Passagen, Streichern und elektronischen Anleihen. In Rezensionen werden die Veröffentlichungen der Gruppe, zur genaueren Einordnung, häufig mit den Werken von Type O Negative und Rammstein verglichen. Die Texte handeln – wie durch den Bandnamen angedeutet wird – hauptsächlich von Tod (auch Mord und Suizid) und Vergängnis, womit manchmal auch sehr ironisch umgegangen wird (etwa Leiche zur See, Humus Humanus). Eine immer wieder verwendete Selbstbeschreibung Ewigheims ist Blut, Kot, Blumen und Sonnenschein.

## Diskografie
Alben
- 2002: Mord nicht ohne Grund (CD/LP; Prophecy Productions)
- 2004: Heimwege (CD/2xCD; Prophecy Productions)
- 2012: Bereue nichts (CD/LP; Massacre Records)
- 2013: Nachruf (CD/LP; Massacre Records)
- 2014: 24/7 (CD/LP; Massacre Records)
- 2016: Schlaflieder (CD; Massacre Records)
- 2019: Irrlichter (CD; Golden Church)

EPs
- 2002: Auf die harte Kulttour (7"; Prophecy Productions)
- 2020: Welt Untergang (Split mit Untoten, CD; Golden Church)

Singles
- 2012: Dürrer Mann (CD; Massacre Records)